# クリスティ・ストリート
座標: 北緯40度43分13.16秒 西経73度59分33.71秒 / 北緯40.7203222度 西経73.9926972度
クリスティ・ストリート (Chrystie Street) はニューヨーク市マンハッタン区ロウワー・イースト・サイドの通りである。この通りはイースト・ハウストン・ストリートからキャナル・ストリートまでの7ブロックの区間を走っており、ハウストン・ストリートより北は2番街と接続している。この通りの東側は全区間に渡ってサラ・デラノ・ルーズベルト・パークと接している。この通りの名前は米英戦争の退役軍人で コロンビア大学のフィロソフィアン・ソサイエティのメンバーであったCol.  ジョン・クリスティから取られている。
1847年から1854年まで、ニューヨーク市のエマニュエル寺院は56 クリスティ・ストリートに位置していた。

## 交通機関
クリスティ・ストリート連絡線はニューヨーク市地下鉄の接続ラインの主要なものの一つであり、かつてのBMTとINDのディビジョンを接続する数少ない一つである。ニューヨーク市地下鉄のB D系統のグランド・ストリート駅はこの通りにある。

## ポピュラーカルチャーにおけるクリスティ・ストリート
- 59 クリスティ・ストリート（英語版）は1989年7月25日にリリースされたアメリカのヒップホップグループであるビースティ・ボーイズのアルバムポールズ・ブティック（英語版）の15番目の曲である。このタイトルになっている住所にはビースティ・ボーイズのメンバーがかつて住んでいた[2]。